# Danemarca la Concursul Muzical Eurovision Junior
Danemarca a debutat la Concursul Muzical Eurovision Junior în anul 2003.  

## Rezultate
| An   | Gazda       | Artist            | Titlu               | Poziție | Puncte |
| ---- | ----------- | ----------------- | ------------------- | ------- | ------ |
| 2003 | Copenhaga   | Anne Gadegaard    | "Arabiens drøm"     | 5       | 93     |
| 2004 | Lillehammer | Cool Kids         | "Pigen er min"      | 5       | 116    |
| 2005 | Hasselt     | Nicolai Kielstrup | "Shake Shake Shake" | 4       | 121    |

## Istoria voturilor(2003-2005)
Danemarca a dat cele mai multe puncte pentru ...
| Poziție | Țară          | Puncte |
| ------- | ------------- | ------ |
| 1       | Regatul Unit  | 25     |
| 2       | Norvegia      | 22     |
| =       | Spania        | 22     |
| 3       | Malta         | 19     |
| 4       | Croația       | 18     |
| 5       | Țările de Jos | 16     |

Danemarca a primit cele mai multe puncte de la ...
| Poziție | Țară                | Puncte |
| ------- | ------------------- | ------ |
| 1       | Norvegia            | 32     |
| =       | Suedia              | 32     |
| 2       | Republica Macedonia | 27     |
| 3       | Spania              | 26     |
| 4       | Grecia              | 20     |
| 5       | Malta               | 19     |

## Gazdă
| An   | Oras      | Locatie          | Prezentatori             |
| ---- | --------- | ---------------- | ------------------------ |
| 2003 | Copenhaga | Forum Copenhagen | Camilla Ottesen și Remee |